# وانگ هائو (بازیکن تنیس روی میز)
وانگ هائو (انگلیسی: Wang Hao؛ زادهٔ ۱۵ دسامبر ۱۹۸۳) یک بازیکن تنیس روی میز اهل جمهوری خلق چین است. 
وی در مسابقات کشوری و بین‌المللی در مجموع برنده ۳۷ مدال طلا، ۱۴ مدال نقره، ۶ مدال برنز شده‌است.